# Sanborn (Dakota del Norte)
Sanborn es una ciudad ubicada en el condado de Barnes en el estado estadounidense de Dakota del Norte. En el censo de 2010 tenía una población de 192 habitantes y una densidad poblacional de 136,02 personas por km².

## Geografía
Sanborn se encuentra ubicada en las coordenadas 46°56′32″N 98°13′26″O / 46.94222, -98.22389. Según la Oficina del Censo de los Estados Unidos, Sanborn tiene una superficie total de 1.41 km², de la cual 1.41 km² corresponden a tierra firme y (0%) 0 km² es agua.

## Demografía
Según el censo de 2010, había 192 personas residiendo en Sanborn. La densidad de población era de 136,02 hab./km². De los 192 habitantes, Sanborn estaba compuesto por el 98.96% blancos, el 0% eran afroamericanos, el 0% eran amerindios, el 0% eran asiáticos, el 0% eran isleños del Pacífico, el 0% eran de otras razas y el 1.04% pertenecían a dos o más razas. Del total de la población el 0% eran hispanos o latinos de cualquier raza.